# Chão de Couce
Chão de Couce é uma povoação portuguesa sede da Freguesia de Chão de Couce do Município de Ansião, freguesia com 23,8 km² de área e 1684 habitantes (censo de 2021), tendo, por isso, uma densidade populacional de 70,8 hab./km².
Foi vila e sede de concelho entre 1514 e 1855. Este era constituído inicialmente apenas pela freguesia da vila. Tinha, em 1801, 1279 habitantes. Na época moderna, era a vila sede da Comarca das Cinco Vilas ou Comarca de Chão de Couce (juntamente com Aguda, Avelar, Maçãs de Dona Maria e Pousaflores), tendo todas recebido foral em simultâneo (12 de novembro de 1514), tendo sido cabeça desta comarca até 1832.
Em 1836, foram-lhe anexadas as freguesias de Avelar e Pousaflores, com a extinção dos respetivos concelhos. Tinha, em 1849, 3568 habitantes. Aquando da extinção, foi integrado no concelho (atual município) de Figueiró dos Vinhos, passando, em 1895, para o atual município.

## História
Chão de Couce, como espaço de ocupação humana, remonta ao princípio dos tempos, havendo vestígios arqueológicos da pré-história e da ocupação romana, designadamente vestígios da via romana de Conímbriga a Sélio.
A primeira referência escrita a Chão de Couce respeita à Quinta de Cima, onde atualmente permanece um palacete, que atesta ainda a sua nobreza, e uma capela particular de invocação de Nossa Senhora do Rosário. Esta propriedade pertenceu aos Reis de Portugal (Dinastia de Borgonha), havendo registo da doação feita por D. Afonso III a D. Constança Gil, dama da rainha D. Beatriz, como dote de casamento, em 5 de fevereiro de 1258. Mais tarde, a Quinta foi do Conde de Barcelos, do Mosteiro de Santo Tirso, de D. Dinis, novamente Mosteiro de Santo Tirso e de João Afonso, genro de Dom Dinis. Consta-se que, aquando do casamento de D. Fernando I com D. Leonor Teles, criticado violentamente pelo povo de Lisboa, o casal real se terá refugiado aqui. 
Em 4 de junho de 1451, D. Afonso V fez doação da Quinta ao Conde de Vila Real, D. Pedro de Meneses. A Quinta de Cima voltou à Coroa em 1641 (com a execução do seu proprietário, um dos conjurados contra Dom João IV) e, pouco depois, foi integrada na Casa do Infantado até 1834, vindo, posteriormente, a ser propriedade de António Lopes do Rego, sargento-mor e cavaleiro da Ordem de Cristo. A Quinta de Cima é, ainda hoje, uma verdadeira preciosidade em termos artísticos e históricos. No princípio do século XX, embora a arquitetura do belo edifício habitacional nada tivesse de medieval, continuava a ser um espaço idílico (e hoje ainda mantém, praticamente, o mesmo aspeto).
Em 12 de novembro de 1514, D. Manuel I deu foral novo a Chão de Couce e, em conjunto, às vilas de Avelar, Pousaflores, Aguda e Maçãs de Dona Maria - eram as "Cinco Vilas", que tinham como capital Chão de Couce. Estes forais foram confirmados por Dom Filipe I, em 7 de outubro de 1594. Em 31 de dezembro de 1836, com a reforma administrativa, os cinco concelhos da comarca das Cinco Vilas constituíram apenas dois concelhos: o de Chão de Couce, com as freguesias de Chão de Couce, Avelar e Pousaflores; e o de Maçãs de Dona Maria, com Maçãs de Dona Maria, Aguda e Arega. Em 1855, é extinto o concelho de Chão de Couce, passando esta freguesia, bem como as de Avelar e Pousaflores, a integrar o concelho de Figueiró dos Vinhos. Passaram, pelo decreto de 7 de setembro de 1895, a freguesia de Chão de Couce, Avelar e Pousaflores a integrar, por ora, o concelho de Ansião.

## Demografia
Nota: Nos anos de 1864 a 1890, pertencia ao concelho de Figueiró dos Vinhos, tendo passado para o atual concelho por decreto de 7 de setembro de 1895.
A população registada nos censos foi:
| Distribuição da População por Grupos Etários | Distribuição da População por Grupos Etários | Distribuição da População por Grupos Etários | Distribuição da População por Grupos Etários | Distribuição da População por Grupos Etários |
| -------------------------------------------- | -------------------------------------------- | -------------------------------------------- | -------------------------------------------- | -------------------------------------------- |
| Ano                                          | 0-14 Anos                                    | 15-24 Anos                                   | 25-64 Anos                                   | > 65 Anos                                    |
| 2001                                         | 320                                          | 292                                          | 1158                                         | 579                                          |
| 2011                                         | 233                                          | 198                                          | 963                                          | 598                                          |
| 2021                                         | 158                                          | 155                                          | 786                                          | 585                                          |

## Pontos de interesse

### Igreja Matriz de Chão de Couce
A Igreja Matriz de Chão de Couce, construída na 1.ª metade do século XX, tem a nave e a Capela-Mor decoradas com azulejos figurativos, a azul, da autoria de Mário Reis. Do mesmo autor, existem no alto da fachada principal, dois registos de azulejos. Num nicho da capela-mor, existe uma Imagem quinhentista, em pedra, da Virgem, sem pintura. 
O maior atrativo desta Igreja é, sem dúvida, o Retábulo de Malhoa (1933), representando Nossa Senhora da Consolação. Foi a última grande obra de Mestre Malhoa, que, em 2003, perfez 70 anos de existência, efeméride que a Paróquia fez questão de lembrar de forma pública e festiva.

### Pelourinho de Chão de Couce
O “Pelourinho de Chão de Couce” é uma coluna de pedra antiga que simbolizava a independência administrativa da vila e a aplicação da justiça local. Hoje, é sobretudo um património histórico que lembra a organização administrativa no passado.

## Região Pastoral do Sul
A Região Pastoral do Sul da Diocese de Coimbra tem sede nesta freguesia, onde, desde finais do século passado existe o Centro Pastoral da Região Sul. 

## Zona industrial do Camporês
Atualmente, a maior concentração industrial do concelho situa-se na zona industrial do Camporês, que pertence à freguesia de Chão de Couce. Aí foram implantados complexos industriais, onde se inserem unidades fabris de cerâmica, componentes para a indústria têxtil, sinais rodoviários, embalagens e alumínios, entre outras.